# 大開 (弘前市)
大開（おおびらき）は、青森県弘前市の地名。郵便番号は036-8247。

## 地理
青森県道126号久渡寺新寺町線沿い西側に位置し、北は自由ケ丘・若葉、東は大原、南から西にかけて小沢、西は金属町に接する。

## 沿革
- 1981年（昭和56年） - 小沢・清水富田の一部から分離、大開になる。

### 地名の由来
かつての小沢の小字である大開から。

## 世帯数と人口
2017年（平成29年）6月1日現在の世帯数と人口は以下の通りである。
| 丁目       | 世帯数  | 人口  |
| ---------- | ------- | ----- |
| 大開一丁目 | 173世帯 | 355人 |
| 大開二丁目 | 73世帯  | 189人 |
| 大開三丁目 | 166世帯 | 385人 |
| 計         | 412世帯 | 929人 |

## 施設

### 教育
- 大開保育園
- ひばり幼稚園
- 弘前市立小沢小学校
- 青森県立弘前南高等学校
- 弘前自動車学校

### 医療
- 大開ファミリークリニック
- 秋元歯科クリニック
- さわだ整形外科

### 公共
- 清水交流センター
- おおびらき温泉

## 小・中学校の学区
市立小・中学校に通う場合、学区は以下の通りとなる。
| 町丁       | 番・番地 | 小学校             | 中学校             |
| ---------- | -------- | ------------------ | ------------------ |
| 大開一丁目 | 全域     | 弘前市立小沢小学校 | 弘前市立第四中学校 |
| 大開二丁目 | 全域     | 弘前市立小沢小学校 | 弘前市立第四中学校 |
| 大開三丁目 | 全域     | 弘前市立小沢小学校 | 弘前市立第四中学校 |
| 大開四丁目 | 全域     | 弘前市立小沢小学校 | 弘前市立第四中学校 |

## 交通
- 弘南バス
  - 大開二丁目、清水交流センター前（弘前駅 - 枡形・桔梗野経由 - 金属団地 桜ヶ丘線、他）停留所。
  - 清水交流センター前（弘前駅 - 久渡寺線）停留所。